# Muraltia harveyana
Muraltia harveyana là một loài thực vật có hoa trong họ Polygalaceae. Loài này được Levyns mô tả khoa học đầu tiên năm 1954.